# László Bélády
 (mai 2021).
Si vous disposez d'ouvrages ou d'articles de référence ou si vous connaissez des sites web de qualité traitant du thème abordé ici, merci de compléter l'article en donnant les références utiles à sa vérifiabilité et en les liant à la section « Notes et références ».
László Bélády, né le 29 avril 1928 à Budapest et mort le 6 novembre 2021, est un informaticien hongrois connu pour son algorithme de 1966 sur la gestion des mémoires. Il a cofondé les Mitsubishi Electric Laboratories, Inc (Laboratoires électriques de Mitsubishi) et en a été le président. Il a aussi été membre de l’université du Colorado - Boulder en tant que conseiller en informatique.
Bélády a étudié l’ingénierie aéronautique à Budapest. Il a quitté la Hongrie après l’insurrection de 1956. Il a d’abord vécu à Paris, puis à Londres et s’est installé aux États-Unis en 1961.